# DJ Lethal
DJ Lethal, egentligen Leor Dimant, född 18 december 1972 i Riga, Lettland, är en lettisk-amerikansk turntablist och skivproducent. Han är sedan 1996 medlem i Limp Bizkit. Tidigare var han med i House of Pain.